# Grabiny-Zameczek (osada)
Grabiny-Zameczek – osada w Polsce położona w województwie pomorskim, w powiecie gdańskim, w gminie Suchy Dąb na obszarze Żuław Gdańskich.
W latach 1975–1998 miejscowość administracyjnie należała do województwa gdańskiego.
Inne miejscowości o nazwie Grabiny: Grabiny, Grabina